# Al-Jahra (provins)
al-Jahra (arabiska: الجَهْرَاء) är en provins (muhafaza) i Kuwait. Den ligger i den centrala delen av landet, 50 km väster om huvudstaden Kuwait. Antalet invånare var 307 316 år 2013. al-Jahra gränsar i väster och i norr till Irak.
Provinsens huvudort är al-Jahra.